# والتون این گوردانو
والتون این گوردانو (به انگلیسی: Walton in Gordano) یک روستا و محله مدنی در بریتانیا است که در سامرست شمالی واقع شده‌است. والتون این گوردانو ۲۷۳ نفر جمعیت دارد.